# Juan Goytisolo
Juan Goytisolo [xu̯an gɔi̯tiˈsɔlɔ] (n. 5 ianuarie 1931, Barcelona, Catalonia, Spania – d. 4 iunie 2017, Marrakech, Maroc) a fost un jurnalist și scriitor spaniol. O perioadă a locuit la Paris, ca apoi să se stabilească la Marrakech într-un fel de exil autoimpus.

## Scrieri
- 1954: Jocul mâinilor ("Juegos de manos")
- 1955: Duel la «Paradis» ("Duelo en el Paraíso")
- 1956: Serbări ("Fiestas")
- 1957: Circul ("El circo")
- 1958: Refluxul ("La resaca")
- 1961: Insula ("La isla)
- 1962: Sfârșit de serbare ("Fin de fiesta")
- 1970: Revendicările contelui Don Julian ("Reivindicación del conde don Julián")
- 1959: Probleme ale romanului ("Problemas de la novela")

### Traduceri
- Chanca
- Resac
- Juan fără de țară, Editura Corint books, 2008
- Tripticul răului
  - vol. 1, Carte de identitate. Traducător: Andrei Ionescu. Editura LEDA, 2008
  - vol. 2. Don Julian. Traducător: Andrei Ionescu. Editura LEDA, 2010

## Premii
- 1952: Premio Joven Literatura con El Mundo De Los Espejos
- 1985: Premiul Europalia
- 1993: Premiul Nelly Sachs
- 2002: Premiul literar Octavio Paz
- 2004: Premio de Literatura Latinoamericana y del Caribe Juan Rulfo
- 2008: Premio Nacional de las Letras Españolas
- 2009: Premio de las Artes y las Culturas de la Fundación Tres Culturas
- 2012: Premio Cultura, Planeta y Océanos Sostenibles
- 2012: Premiul Spiros Vergos
- 2012: Premio Internacional de Literatura de Formento
- 2015: Premiul Cervantes